# Sandro Baylón
Sandro Paulo Baylón Capcha (Independencia, 11 de abril de 1977-Magdalena del Mar, 1 de enero de 2000) fue un futbolista peruano. Jugó en la selección peruana sub-23 como capitán durante algunos partidos amistosos y en su club, Alianza Lima. Sobrino del también jugador aliancista Julio Baylón.
Formado en las divisiones inferiores del club blanquiazul, fue parte del plantel que salió campeón nacional del Perú con Alianza en 1997, cuando la institución victoriana logró el título de su país luego de diecinueve años. Entre sus características destacaba el hecho de ser muy aguerrido dentro del campo de juego, además que llegaba al gol constantemente. Era considerado como un joven jugador con un futuro prometedor, pues en vida mostró un buen nivel futbolístico a pesar de su corta edad. Baylón falleció instantáneamente en un accidente automovilístico la madrugada del 1 de enero del año 2000, cuando mientras conducía su carro se estrelló contra un muro y después contra un poste de alumbrado en el circuito de playas de la Costa Verde, en el distrito limeño de Magdalena del Mar.

## Biografía
Sandro Paulo Baylón Capcha nació el 11 de abril de 1977 en Independencia, Lima, capital del Perú. A pesar de su humilde procedencia, Sandro Baylón pudo acceder a la educación cuando ingresó al Colegio Gran Unidad Escolar (GUE) Mariano Melgar, con la ayuda de sus progenitores. Su entonces profesor, Carlos Vela, habla sobre su etapa escolar lo siguiente: «En 1994 lo tuve en el curso de programación de Contabilidad. Era un chico aplicado que le encantaba el deporte en general, pero su madre trataba de impedir que ingrese a ese mundo. No pudo controlarlo. Además, el chico no le causaba problemas. Recuerdo que también fue campeón en los cuatrocientos metros planos. Era un buen atleta, rapidísimo».
Su oportunidad para jugar al fútbol llegó cuando forma parte de las divisiones inferiores de Alianza Lima. Con el paso del tiempo y sus destacadas actuaciones en la reserva y en Bella Esperanza (filial de Alianza en segunda división en esos años), fue promovido al primer equipo y debutó en 1997 bajo la dirección del director técnico colombiano Jorge Luis Pinto. El año 1999 fue el mejor que tuvo a nivel personal, pues fue elegido mejor jugador del campeonato peruano. En el plano sentimental, fruto de su relación amorosa con Silvia Llerena, tuvo dos hijos. Años después se conoció que tuvo otra relación: con la modelo y bailarina Danuska Zapata, la cual terminó con su fecha de defunción. Tiempo después, su expareja Danuska en el programa El valor de la verdad confesó haber perdido un hijo de él.
Su muerte se produjo el 1 de enero de 2000, cuando conducía su automóvil por la Costa Verde. Debido a la excesiva velocidad, se estrelló contra un poste de luz, acabando con su vida de forma instantánea. Luego del accidente, el poste en cuestión se convirtió en un lugar donde los hinchas expresaron su afecto de diversas formas: mediante mensajes, flores, banderas, etc. Su velorio se realizó en la urbanización Matute, siendo realizado por Alianza Lima. Posteriormente su cuerpo fue enterrado en el cementerio Campo Fe de Huachipa.

## Selección nacional
Sandro Baylón jugó en la selección mayor 1 sola vez: en 1 amistoso contra Eslovaquia el 17 de noviembre de 1999. En aquella ocasión, Perú ganó 2 a 1; Sandro vistió la casaquilla número 5.

## Trayectoria
| Club            | País | Año       |
| --------------- | ---- | --------- |
| Bella Esperanza | Perú | 1996-1997 |
| Alianza Lima    | Perú | 1997-2000 |

## Palmarés

### Torneos nacionales
| Título                    | Club         | País | Año  |
| ------------------------- | ------------ | ---- | ---- |
| Torneo Apertura           | Alianza Lima | Perú | 1997 |
| Torneo Clausura           | Alianza Lima | Perú | 1997 |
| Primera división del Perú | Alianza Lima | Perú | 1997 |
| Torneo Clausura           | Alianza Lima | Perú | 1999 |

### Distinciones individuales
| Reconocimiento             | Año  |
| -------------------------- | ---- |
| Futbolista del año en Perú | 1999 |